# Biologie interventionnelle
Cet article court présente un sujet plus développé dans : biologie de la reproduction, thérapie génique et thérapie cellulaire.
La biologie interventionnelle rassemble les disciplines de la biologie médicale qui ont pour objet, non plus de diagnostiquer, mais de traiter :
- soit en modifiant in vitro les produits biologiques prélevés dans une optique de réimplantation in vivo. Par exemple : la biologie de la reproduction, la thérapie cellulaire ou la thérapie génique ex vivo.
- soit en modifiant directement le vivant. Par exemple : la thérapie génique in vivo.